# 朱然墓出土贵族生活图漆盘
朱然墓出土贵族生活图漆盘为1984年出土于中国安徽省马鞍山市朱然墓中的三国东吴时期的文物。盛食器，直径24.8厘米、高3.5厘米，木胎，盘内壁及底髹红漆，外壁及底髹黑红漆，内外颜色有区别。漆盘内的画面分为三部分：上面为宴宾图；下面为出游图；中间部分又包括三个画面：右侧为驯鹰图、中间为对弈图、左侧为梳妆图。现藏于朱然家族墓地博物馆。